# Sant'Agata di Militello
Sant'Agata di Militello (Sant'Àita di Militieddu in siciliano) è un comune italiano di 12 060 abitanti della città metropolitana di Messina in Sicilia. Dista circa 100 km da Messina e 130 da Palermo. Su 108 comuni è il settimo della città metropolitana per popolazione dopo Messina, Barcellona Pozzo di Gotto, Milazzo, Capo d'Orlando, Patti e Lipari. Importante centro per il settore terziario amministrativo, grazie alla strategica posizione geografica ha una forte vocazione turistica e commerciale rappresentando il "capoluogo" del comprensorio dei Nebrodi.
La cittadina divenne comune autonomo nel 1857, grazie a un regio decreto di Ferdinando II delle Due Sicilie.
È un comune del Parco dei Nebrodi, ed è la sede dell'ufficio di presidenza dell'ente parco ospitata nei locali dell'ottocentesco palazzo Gentile.

## Geografia fisica

### Clima
Nel territorio boschivo dei Nebrodi, diversamente dalla costa e dal resto dell'Isola, troviamo inverni lunghi e rigidi ed estati calde ma non afose.
La temperatura media annua oscilla intorno ai 18 °C nella fascia costiera.
La città gode di un tipico clima mediterraneo, particolarmente mite e confortevole nei periodi primaverili e autunnali. L'estate è calda, mentre l'inverno è piovoso.
| SANT'AGATA DI MILITELLO | Mesi | Mesi | Mesi | Mesi | Mesi | Mesi | Mesi | Mesi | Mesi | Mesi | Mesi | Mesi | Stagioni | Stagioni | Stagioni | Stagioni | Anno |
| SANT'AGATA DI MILITELLO | Gen  | Feb  | Mar  | Apr  | Mag  | Giu  | Lug  | Ago  | Set  | Ott  | Nov  | Dic  | Inv      | Pri      | Est      | Aut      | Anno |
| ----------------------- | ---- | ---- | ---- | ---- | ---- | ---- | ---- | ---- | ---- | ---- | ---- | ---- | -------- | -------- | -------- | -------- | ---- |
| T. max. media (°C)      | 15,0 | 15,3 | 17,0 | 19,3 | 22,8 | 26,5 | 29,8 | 30,6 | 27,5 | 23,6 | 19,7 | 16,0 | 15,4     | 19,7     | 29,0     | 23,6     | 21,9 |
| T. min. media (°C)      | 9,2  | 9,5  | 10,8 | 12,8 | 16,0 | 19,8 | 22,8 | 23,2 | 21,2 | 17,8 | 13,8 | 11,4 | 10,0     | 13,2     | 21,9     | 17,6     | 15,7 |

## Storia

### Origini
Risalire alle origini dell'abitato non è compito semplice, in quanto si deve partire addirittura dall'età del bronzo ove si pensa che vi possa essere stato un villaggio sulla sommità del monte Scurzi; come accertato da numerosi scavi effettuati che hanno portato al ritrovamento di ceramiche e altri suppellettili databili proprio in quell'era.
Con l'arrivo dei Greci si ipotizza che l'attuale territorio cittadino possa aver fatto parte della chora di Alontion, Agatirno o Apollonia. Quel che è certo è che con la venuta dei Romani (III secolo a.C.) si insediarono diversi villaggi rurali sulla costa, ove i terreni erano più fertili e pianeggianti.
Numerosi sono i ritrovamenti antichi quali la lapide marmorea dedicata a Canino Aniceto o di altri blocchi e ceramiche sempre di epoca romana ritrovate vicino all'odierna stazione ferroviaria.
Con la caduta dell'Impero romano il territorio continuò a essere abitato e coltivato, sempre in maniera rurale, per scopi agricoli. Ma presto le coste divennero luoghi insicuri per via delle scorribande turche e pertanto abbandonate. Un nucleo urbano, a cui appartenne il territorio comunale è quello di Melitum (XII secolo) presidio di difesa normanno; la descrizione attenta e minuziosa che riporta il geografo arabo Al-Edrisi della marina di San Marco, l'antica Aluntim per l'appunto, è di un territorio particolarmente rigoglioso e dedito alla agricoltura di sostentamento.

### Periodo feudale
Nel 1371 la baronia di Militello è assegnata a Vinciguerra d'Aragona da Federico IV d'Aragona, già appartenente al padre Sanciolo d'Aragona.
La storia cittadina si sviluppa attorno alla "Torre della Marina", una struttura d'avvistamento costiero edificata nel XIII secolo per servire la medievale Militello Valdemone.
Nella seconda metà del Cinquecento quando i viceré spagnoli incaricarono Camillo Camiliani di fare la ricognizione dei litorali la torre fu giudicata insufficiente e vi fu aggiunto un "fortino".
Signori della città furono gli appartenenti alla famiglia d'origine aragonese dei Gallego che edificarono il castello costruito sul feudo della "marina".
Nel 1573 in concomitanza con l'edificazione nacque il primo nucleo abitativo su cui la famiglia Gallego ottenne la signoria.
Nel XVII secolo il borgo di Sant'Agata era compreso fra le terre baronali appartenenti al principe di Militello, il quale nel 1627 assunse anche il titolo di Marchese di Sant'Agata.
Nel 1628 don Vincenzo Gallego ottenne la licenza di edificare il palazzo intorno alla torre e nel 1663 suo figlio Luigi, nominato Marchese e poi Principe di Sant'Agata, fece costruire il castello, a presidio della costa, per concessione del re Filippo IV che nel 1657 gli concesse la licenzia populandi per promuovere il futuro insediamento urbano del piccolo borgo marinaro attorno a esso.
Il castello Gallego articolato intorno a un'alberata corte quadrata, ingloba le torri cilindriche di età medievale. Sull'ampio prospetto ornato da classici finestroni, si apre il fornice d'ingresso, difeso in passato da ponte levatoio. Dal cortile si accede agli ambienti destinati a scuderie, magazzini e abitazione dei servi. Da una scala a chiocciola si sale al piano nobile, con gli appartamenti del principe, da cui si accede alle torri e ai terrazzi.

Il libro di Vincenzo Consolo Il sorriso dell'ignoto marinaio si chiude con la descrizione puntigliosa del castello carcere di Sant'Agata di Militello, simbolo architettonico degli inferi narrati, per la sua forma a chiocciola. Decifrando una lapide di tal (COCALI) GALLEGO, scrive: 
(Vincenzo Consolo, Il sorriso dell’ignoto marinaio)
Il possente edificio dalle severe linee architettoniche, sorge su una altura rocciosa, guardando da un lato il centro cittadino e dall'altro un ampio arco di costa.
Intorno a esso venne a formarsi un abitato di pescatori e contadini.

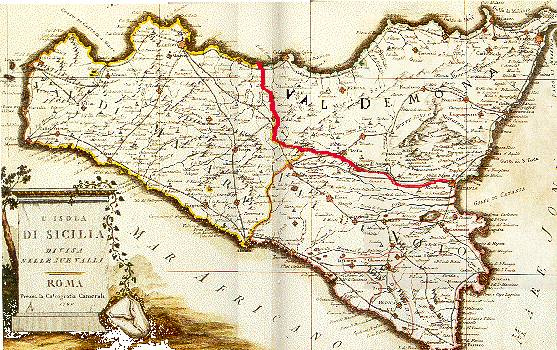
Fino al 1812 il borgo di Sant'Agata rientrava nell'antico Val Demone

### La fine dell'epoca feudale e verso l'autonomia
All'indomani dell'abolizione del feudalesimo, avvenuto con la Costituzione siciliana del 1812, il centro costiero fu scelto come nuova residenza dalle più importanti famiglie aristocratiche dei paesi collinari dei Nebrodi; quest'ultime costruirono i loro palazzi di rappresentanza seguendo lo stile imperante di quell'epoca ovvero il neoclassicismo e in seguito utilizzando gli stilemi eclettici dell'Art Nouveau. Oggi questi edifici rappresentano l'esempio tangibile dell'importanza economica e politica che S. Agata seppe ritagliarsi durante tutto il XIX secolo.
Tra i più sfarzosi di essi vi sono i palazzi della famiglia Zito, discendenti per via matrilineare dai Filangeri conti di San Marco, il Palazzo Di Paola, famiglia ricchissima e di antica nobiltà originaria di Malta, i palazzi della famiglia Faraci baroni del Prato, i palazzi e le ville della ricchissima e aristocratica famiglia Ciuppa d’Alcara, i palazzi della nobile famiglia dei Cupitò di Militello, esempio di architettura eclettica presente nella cittadina è il palazzo dell’aristocratica famiglia Gullotti di Ucria, il palazzo della famiglia Bordonaro e il palazzo dell’ambasciatore Giuseppe Gentile (oggi sede del Parco dei Nebrodi).
La famiglia Zito edificò i suoi palazzi nel quartiere attiguo alla Chiesa madre, la famiglia Di Paola in Via Medici, i baroni Faraci intorno al castello e sulla prospiciente via Roma, i Gullotti, Cupitò, Ciuppa e i Bordonaro sulla via Nazionale. I palazzi nobiliari santagatesi oltre a connotare elegantemente il centro storico della cittadina, sono i testimoni di un vero e proprio laboratorio di straordinario interesse architettonico.

### L'istituzione del comune autonomo e l'espansione demografica

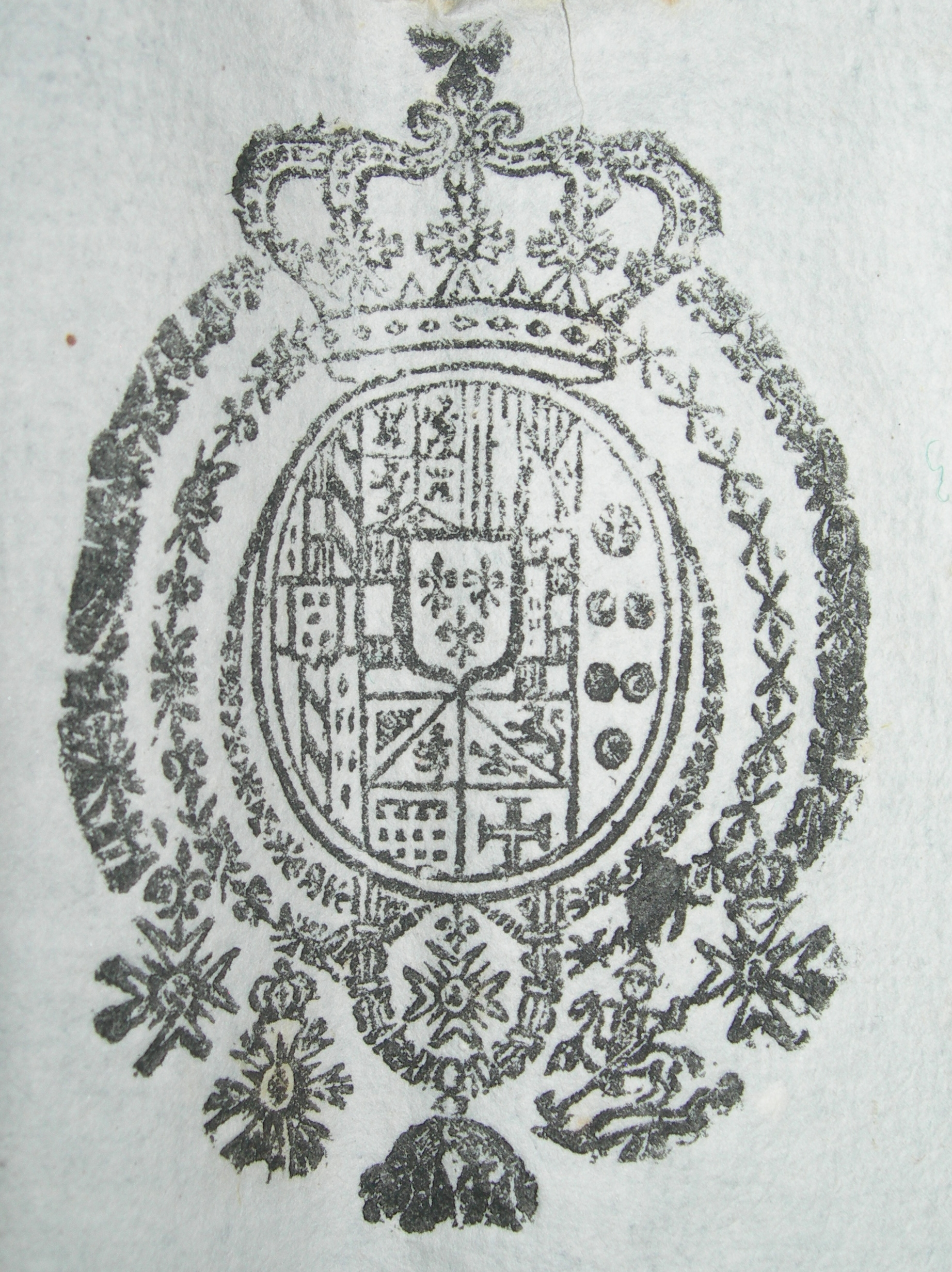
Stemma di Ferdinando II delle Due Sicilie.
Il monarca concesse l'autonomia comunale il 1 gennaio 1857 con un Regio decreto-legge.

Un consistente incremento demografico si ebbe solamente in seguito all'autonomia amministrativa ottenuta dal centro collinare di Militello Rosmarino, grazie a un regio decreto datato 1º gennaio 1857, per concessione di re Ferdinando II delle Due Sicilie; il primo sindaco a firmarsi come primo cittadino del centro costiero fu don Salvatore Zito nel 1847. Allo sviluppò economico contribuì in maniera decisiva la costruzione della strada rotabile Palermo-Messina, così come alla fine dell'Ottocento rivestì un'importanza fondamentale la costruzione della ferrovia.
S. Agata si andò via via a ritagliare uno spazio sempre più importante tra i centri dei Nebrodi, diventandone de facto il "capoluogo" amministrativo ed economico; questo fece sì che la popolazione proprio in questi anni aumentasse considerevolmente.
Sul finire del XIX secolo si assistette alla costruzione del Duomo, dedicato a Santa Maria del Carmelo, alto 22 metri, profondo 38 metri e alto 16. In stile neoclassico, presenta tre navate in tre absidi. Progettista fu l'architetto Leone Savoia, ingegnere capo del Genio Civile di Messina. All'interno ci sono delle finestre alte 2,40 metri. I primi rifinimenti interni furono eseguiti dai fratelli Benedetto e Basilio Arcuri. Le decorazioni del tetto vennero eseguite da Antonio Gattuso di Palermo, mentre le mattonelle del pavimento, donate per devozione dal signor Carmelo di Paola. La parte più antica della chiesa è la splendida Cappella del Sacramento, arricchita da sontuosi altari barocchi a intarsio marmoreo. All'interno, ci sono vari quadri e statue antiche. Innanzitutto la statua di San Giuseppe, la più ricca e preziosa dell'edificio, conservata nell'omonima cappella, costruita nel 1800 da un artista palermitano, il Bagnasco e portata in processione in occasione della festa patronale. Vi sono, poi, i quadri della Pietà, della Madonna del Carmelo e della Madonna del Rosario, l'altare del Sacro Cuore, realizzato in stile barocco a Palermo, la Cappella del Sacro Cuore, commissionata a Parigi, l'altare con la statua dell'Immacolata, realizzata probabilmente dal Bagnasco. Degni di nota sono, infine, il fonte battesimale di fine Ottocento, l'organo realizzato da Pietro La Grassa nel 1870 a Palermo, la vetrata raffigurante la Cena di Emmaus, un mezzobusto su colonna e una lapide marmorea raffigurante due arcipreti santagatesi, Zappalà e Sancetta, i primi della parrocchia.
L'edificazione del salotto cittadino ovvero piazza Vittorio Emanuele, oggi rinominata in onore dello scrittore santagatese Vincenzo Consolo, è da datarsi proprio in quegli anni. Ben presto la piazza assumerà un importante ruolo di aggregatore sociale, divenendo palcoscenico di tutti gli avvenimenti sociali di rilievo della cittadina. Sul lato finale della stessa insiste un edificio dalle pregevoli linee neoclassiche ospitante il Circolo Dante Alighieri; quest' ultimo venne fondato il 27 settembre 1868 dai membri delle famiglie notabili del paese, inizialmente venne chiamato "Casino di campagna" o "Circolo dei Nobili”; assunse l'attuale denominazione alla fine della seconda guerra mondiale.

### Storia tra le due guerre mondiali
Trascorsi i primi anni del Novecento segnati dalla crisi economica che ebbe i suoi effetti più vistosi nel fenomeno dell'emigrazione verso il Nuovo Mondo, si arrivò all'entrata in guerra dell'Italia nel primo conflitto mondiale. Una situazione di profonda crisi era dunque quella che si presentava anche a S.Agata allo scoppio della Grande Guerra. I soldati santagatesi mobilitati per il fronte al 30 giugno del 1915 erano 220, senza contare quelli che vennero chiamati alle armi nel 1917 appartenenti ai cosiddetti “ragazzi del ‘99”. Al termine del conflitto mondiale, ben 85 furono i giovani partiti dal centro costiero e non più tornati; così come risulta dall'albo d'oro del ministero della guerra.
Lo stesso sacerdote don Giuseppe Zappalà, che in seguito divenne arciprete di Sant'Agata, all'avvio del conflitto fu dichiarato cappellano militare al seguito delle truppe italiane. L'ecclesiastico venne ferito nel 1916 da un colpo di artiglieria e pertanto espletò il suo servizio negli ospedali di Roma, rientrando in paese solo nel 1919 insignito del titolo di Cavaliere della Corona d'Italia.
L'omaggio che Sant'Agata volle dar ai propri caduti fu tributato con l'erezione nel periodo postbellico, durante la transizione tra l'Italia liberale e quella fascista, di un monumento che celebrasse il sacrificio di vite patito. Analogamente dunque a quanto avveniva in tutto il Paese, a Sant'Agata fu il comune a sostenere le spese della realizzazione dell'opera, collocandola nella piazza antistante il castello di fronte la stessa sede municipale. La statua in bronzo che raffigura il milite italico venne realizzata da Turillo Sindoni a Roma, la sua inaugurazione fissata per il 4 novembre 1922 avvenne in realtà il 22 aprile 1923; tale slittamento di date fu dovuto in realtà a un ritardo nella spedizione dell'opera da parte dell'artista.
Sant'Agata diventava nel tempo sempre più polo di attrazione culturale, commerciale e amministrativa dei paesi del circondario dei Nebrodi. Con il regio decreto del 28 gennaio 1929 di Vittorio Emanuele III veniva sancita l'unificazione dei comuni di Sant'Agata, San Marco e Militello Rosmarino, al fine di frenare il progressivo abbandono dei borghi montani. Il nuovo comune prendeva nome e capoluogo “Sant'Agata di Militello”. La decisione suscitò però aspre polemiche, sino a degenerare in disordini pubblici da parte dei militellesi e degli aluntini. I politici santagatesi, e soprattutto l'on. Giuseppe Gentile e il commissario prefettizio dott. Vittorio Ravot, furono accusati di mire espansioniste al fine di creare la cosiddetta “Grande Sant'Agata”, nel sogno di farla ambire a capoluogo di provincia. Il punto più alto della polemica fu raggiunto allorché il 16 aprile 1929 un gruppo di aluntini occuparono i locali del Palazzo Comunale aggredendo il commissario prefettizio. Dopo tre anni di dure polemiche e contrapposizioni politiche, con legge n. 1775 del 22 dicembre 1932 venne ratificata la fine del progetto che sancì lo smembramento delle tre comunità e il ripristino dei comuni autonomi. Lo scoppio del secondo conflitto mondiale arrestò il processo di sviluppo economico e sociale di Sant'Agata. La liberazione dalle truppe tedesche avvenne nell'agosto del 1943 allorché le armate alleate, guidate dal gen. Patton, vi sbarcarono con l'intento di accerchiare i nemici attestati nelle colline di S. Fratello, per poi sbaragliarle a Brolo e costringerle a ripiegare verso Messina e nel continente.

### Dopoguerra, boom economico e l'idea della "Provincia dei Nebrodi"
Il dopoguerra fu caratterizzato da grandi fermenti sociali, economici, culturali: nel 1959 la cittadina contava già una popolazione di 10 915 abitanti e si dotava di diverse grandi opere grazie ai numerosi finanziamenti pubblici: tra essi l'ospedale, la scuola statale elementare Luigi Capuana, il lungomare, le Case popolari e la ristrutturazione urbanistica di diverse piazze e vie del paese. In quegli stessi anni anche il Banco di Sicilia sceglieva Sant'Agata come sede della nuova filiale.
Tra gli artefici di questa ripresa fu Annibale Bianco, genero di don Paolo Ciuppa; la figura di Bianco, parlamentare all'Assemblea regionale siciliana e vice presidente della Regione Siciliana, fu ambivalente: infatti se durante il regime egli per contrapporsi al politico concorrente l'On. Giuseppe Gentile, ideatore del progetto di unificazione dei comuni, era stato uno strenue difensore dell'autonomia degli aluntini ora che era lui sindaco (1956-1960) proponeva la costituzione di un Consorzio di Comuni nella zona occidentale della provincia di Messina.
Il decreto legislativo del Presidente della Regione del 29 ottobre 1955 prevedeva la possibilità di creare dei consorzi che, di fatto, rappresentavano delle province regionali distinte da quelle statali già esistenti: la “provincia regionale”, o consorzio, infatti, non aveva le stesse esigenze delle province statali e non occorreva che il capoluogo ospitasse tutti gli uffici di Stato che si affiancano alle Prefetture. La legge imponeva che la circoscrizione superasse, con un margine di sicurezza, i minimi congiunti di 150 000 abitanti e di 26 comuni. La delibera del Consiglio Comunale di Sant'Agata Militello, datata primo febbraio 1959 alla presenza dei sindaci di altri quattordici centri, gettava le basi per la costituzione della nuova provincia, comprensiva di trentatré comuni da Tusa a Piraino e a sud sino ai territori di Capizzi e Cesarò per una popolazione complessiva di 162 871 abitanti (secondo il censimento del 1951).
L'iniziativa alla fine naufragò, non riscuotendo il consenso unanime degli altri centri, in disaccordo soprattutto nella scelta del capoluogo: determinante fu anche l'opposizione della città di Patti, non rientrante nel progetto primitivo e che riuscì a far retrocedere dalla scelta diversi comuni costituendi, proponendo un consorzio alternativo molto più esteso a oriente e idoneo a favorire la sua scelta come capoluogo. La stessa definizione dei confini del consorzio creò inoltre problemi, a causa della contrapposizione tra le amministrazioni di diversa coloritura alla ricerca di meri vantaggi partitici. Al di là delle legittime istanze dei comuni interessati, il progetto aveva una sua ragion d'essere. Per la sua posizione geografica e per la condizione raggiunta in poco meno di un secolo Sant'Agata, costituiva, ieri come oggi, uno dei pochi centri in tutta la zona capace di fare il giusto salto di qualità. Inoltre, poteva risultare particolarmente innovativa l'idea di un consorzio di comuni così da rilanciare l'economia e da candidarsi, magari in solido con i maggiori centri vicini, come pretendente naturale a capoluogo della "provincia dei Nebrodi".

## Monumenti e luoghi d'interesse
- Lungomare di 5 km costeggiato dalle ville comunali "Falcone e Borsellino", caratterizzata dalla presenza di numerose opere di arte contemporanea donate al comune, ritrovo della movida estiva e caratterizzato da verde pubblico con la presenza di filari di palme e dalla villa "A. Bianco". In prossimità del porto dei Nebrodi è presente la cosiddetta "Sirena", una fontana caratterizzata da una scultura in rame di una sirena appunto, donata dal comune alla Marineria Santagatese. Sul lungomare santagatese hanno sede numerosi bar - pasticcerie con i dolci tipici della tradizione e ristoranti di cucina di mare.
- Via Campidoglio, rappresenta il cuore pulsante del commercio santagatese con la presenza di numerosi negozi di abbigliamento.
- Castello Gallego del XIII secolo, simbolo della città; altresì caratteristico l'antico rione dei pescatori posto ai piedi dell'antico maniero, oggetto di un intervento di restauro in anni recenti.

Interno del Duomo

- Il centro storico con l'elegante piazza Vincenzo Consolo, i palazzi aristocratici del XIX secolo e l'ottocentesca Chiesa madre dedicata a Santa Maria del Carmelo.
- L'arco di via Roma, chiamato anche Porta di Mare poiché anticamente era il tradizionale luogo di accesso dal mare al paese. Fu costruito intorno al XVIII secolo sull'antica via dei Pioppi. È uno degli edifici più rappresentativi della cittadina tanto che l'intero quartiere che sorgeva attorno veniva chiamato Porta di mare. Si tratta di un edificio ad arco in stile neoclassico, che presenta ai lati due finestre i cui locali erano adibiti a prigione. Di notevole importanza è la statuetta di Sant'Agata, realizzata in pietra e caratterizzata dal ricco e fluente panneggio delle vesti, retaggio di un gusto barocco associato a una particolare solennità dell'atteggiamento. Essa si collega alla famosa leggenda dei pescatori catanesi che avrebbero fatto naufragio sulle spiagge santagatesi. Attualmente è di proprietà della famiglia dei baroni Faraci del Prato.[6]

## Società

### Evoluzione demografica
Abitanti censiti

### Etnie e minoranze straniere
Gli stranieri residenti a Sant'Agata di Militello al 1 Gennaio 2023 sono 379 e rappresentano il 3,2% della popolazione residente. La comunità straniera più numerosa è quella proveniente dalla Romania con il 27,7% di tutti gli stranieri presenti sul territorio, seguita dall’ India (15,0%) e dal  Marocco (11,9%).
- Romania 105 - 27,7%
- India 57 - 15,0%
- Marocco 49 - 11,9%
- Cina 39 - 10,29%
- Albania 33 - 8,71%

### Tradizioni
Numerose sono le tradizioni e gli eventi culturali: la festa del Santo Patrono San Giuseppe, il 19 marzo e la seconda domenica di agosto, la processione di Maria Santissima del Mare sulle barche la prima domenica di agosto, la processione di Maria SS. Assunta (nell'antica chiesetta di contrada Contura), la festa di Santa Lucia, il 13 dicembre, la festa del Sacro Cuore di Gesù, la prima domenica di luglio e la Fiera Storica; quest'ultima è una delle manifestazioni fieristiche più importanti in Sicilia, essa si svolge due volte l'anno, il 14-15 aprile e novembre e accoglie più di 500 stand espositivi.

## Cultura

### Istruzione

#### Scuole
A Sant'Agata sono presenti più di 25 plessi scolastici, così suddivisi: 8 scuole materne, 4 scuole elementari, 2 scuole medie inferiori e 7 scuole medie superiori. Tra le scuole superiori sono presenti i licei Scientifico, Classico, Scienze Umane (ex- socio-pedagocico), Linguistico e Scienze Applicate, l'Istituto Tecnico Commerciale per Geometri (indirizzi: Comunicazioni, Costruzioni e Turismo) e l'Istituto Tecnico Industriale (indirizzi: Chimica, Materiali e Biotecnologie; Elettronica ed Elettrotecnica; Informatica e Telecomunicazioni; Meccanica, Meccatronica ed Energia; Trasporti e Logistica (ex- Nautico). La presenza di questi numerosi istituti scolastici, rende la cittadina centro primario dell'istruzione sui Nebrodi.

#### Donazione e nascita dell'istituto "V. e F. Zito"
Tra gli istituti scolastici menzione particolare merita il "Vincenzo e Francesca Zito", opera caritatevole creata per volontà delle sorelle Giulia e Caterina Zito, di aristocratica origine, che nel 1915 accolsero le suore Figlie di Maria Ausiliatrice nella cittadina, donando il loro palazzo di famiglia congiuntamente alla totalità dei latifondi in loro possesso. Si pervenne così all'istituzione dell'oratorio, della scuola materna e di musica e del laboratorio di ricamo, nel 1918 fu attivata anche la scuola elementare e la scuola media. Nel 1932 finanziarono la costruzione dell'ente "Sacro Cuore", con la relativa parrocchia, chiamando nella cittadina i padri della Società salesiana di San Giovanni Bosco i quali con la loro missione religiosa iniziarono a prendersene cura. La struttura venne inaugurata nel 1935 e proprio in tale occasione donna Caterina Zito spiegò le ragioni della sua volontà affermando che era “mossa da vivi sentimenti di bontà verso la gioventù e specialmente per quella più bisognosa, e per dare a questa l'assistenza nella più lata forma non solo religiosa e morale, ma anche intellettuale e materiale”. Sempre nel 1935 le sorelle Zito, con testamento olografo, lasciarono tutti i loro beni e le opere meritorie da loro realizzate alla curia vescovile di Patti “con la finalità di svolgere attività a favore della gioventù del luogo“. Nel 1947 elargirono un'ulteriore donazione pecuniaria per garantire il sostentamento degli enti religiosi da loro creati a Sant'Agata.
Le benemerite sorelle Zito, vennero per tali ragioni insignite da papa Pio XI dell'onorificenza vaticana della Croce pro Ecclesia et Pontifice. La donazione Zito rappresenta, senza dubbio, il più importante lascito filantropico della storia santagatese.
L'Istituto "V. e F. Zito" è stato attivo, con alterne vicende, sino al 2019 chiudendo senza non poche polemiche.

#### Musei e istituzioni culturali
Numerosi sono i musei cittadini. Il più importante è il Museo dei Nebrodi raccoglie rilevanti testimonianze storico-antropologiche rinvenute nella zona.  Il museo del Castello Gallego che raccoglie oggetti e reperti storici dell'epoca feudale. Nel 2011 il comune inaugura la Pinacoteca d'Arte Contemporanea dedicata a Nino Franchina. Il teatro comunale "Aurora" inaugurato negli anni cinquanta del XX secolo, funge anche da cinema.
Sulla centrale piazza Vincenzo Consolo insiste il Circolo Dante Alighieri; fondato nel 1868 è a tutt'oggi sede dei principali eventi culturali cittadini quali mostre pittoriche, presentazioni di libri e convegni. Il sodalizio di gentiluomini ha festeggiato i 150 anni dalla sua fondazione il 30 settembre 2018.
È anche il paese natale dello scrittore e saggista Vincenzo Consolo, il quale rimase sempre legatissimo alla «sua Sant'Agata» scrivendone soventemente nei suoi libri.

### Media

#### Radio e televisioni
- Radio: Radio stereo Sant'Agata.
- Televisione: Onda TV.

## Economia

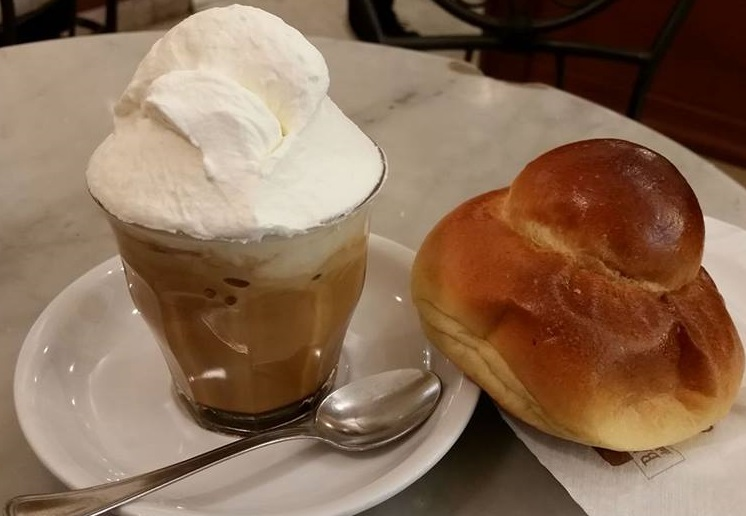
La "granita alla messinese" è un prodotto rinomato della cittadina

Oggi la cittadina continua a essere un importante centro amministrativo della città metropolitana di Messina e, in particolare, un punto di riferimento per gli altri comuni del bacino dei Nebrodi. Oltre a fornire i servizi tipici del settore terziario, possiede una zona industriale sita in contrada Piana alle spalle del porto.
Proprio il settore ittico riveste un ruolo molto importante, tradizionalmente, nell'economia locale così come quello agricolo e in particolar modo agrumicolo e olivicolo. Rinomata è la tradizione pasticciera del centro tirrenico, con numerosi laboratori - bar che producono i dolci più tipici della tradizione siciliana, in particolar modo le granite siciliane.
La stazione ferroviaria è una delle principali della linea Palermo-Messina, capolinea di svariati servizi regionali.
Altro importante tassello dell'economia locale è il turismo, questo è incentivato grazie alla posizione geografica della cittadina in quanto rappresenta la "porta" sui monti Nebrodi e grazie al moderno e importante porto turistico la "finestra" sulle isole Eolie. Nel centro tirrenico sono presenti diverse strutture ricettive quali hotel, B&B e agriturismi.

## Infrastrutture e trasporti

### Strade

S.Agata è dotata di uno svincolo sull'autostrada A 20 che serve numerosi altri centri viciniori.

Sant'Agata di Militello è collegata all'autostrada A20 con proprio svincolo. Il 9 ottobre del 2009 è stata inaugurata dopo 30 anni la Circonvallazione, che attraversa la città per una lunghezza di 4 km e collega l'Autostrada A20 agli ingressi est ed ovest della cittadina oltre alla SP per Alcara li Fusi. Attualmente è in costruzione il suo prolungamento dallo svincolo autostradale al costruendo porto.
La Strada statale 113 attraversa il centro della città e viene denominata via G. Medici.
Al confine con il territorio di Acquedolci ha inizio la Strada Statale 289 di Cesarò dalla quale è possibile raggiungere le meravigliose mete turistiche del vicino Parco dei Nebrodi.

### Ferrovie
La stazione ferroviaria di Sant'Agata Militello è posta lungo la ferrovia Palermo-Messina e dispone di 5 binari di circolazione atti al servizio viaggiatori. Vi fermano i treni del servizio universale e i regionali veloci Palermo-Messina, mentre la suddetta stazione è capolinea di diversi servizi regionali diretti a Messina e Palermo, rappresentando, quindi, un importante snodo.

### Porti
Il porto di Sant'Agata di Militello è uno dei tre "porti hub" della Regione Siciliana ed è in procinto di completamento, con una capienza pari a 1094 natanti. Il porto è sede di una delle marinerie storiche della Sicilia, tra le più grandi della costa nord dell'isola, e inoltre è uno scalo marittimo turistico dai cui poter raggiungere facilmente le isole Eolie. 

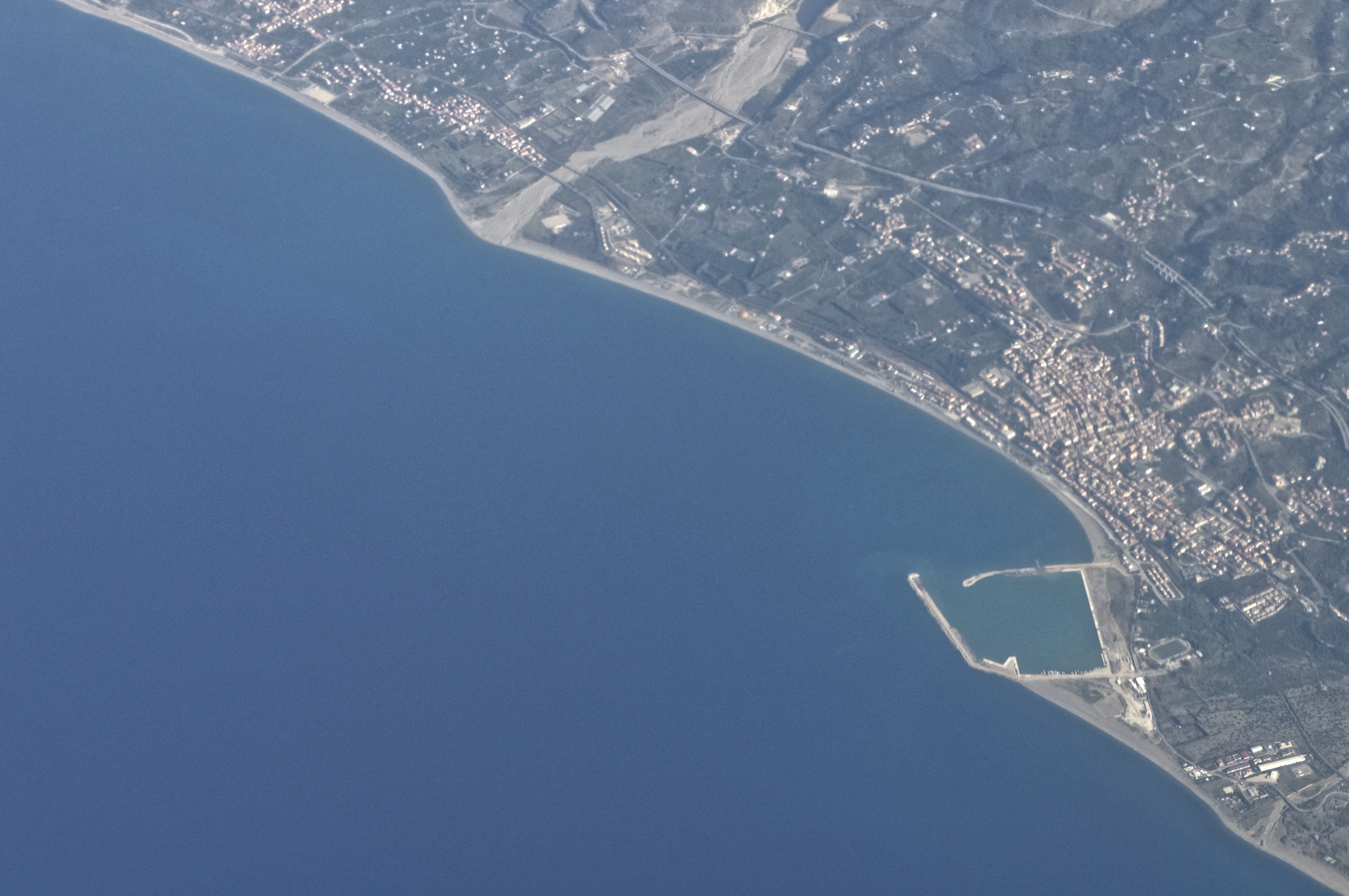
Porto di Sant'Agata di Militello, veduta aerea.

La struttura sorge nel territorio urbano compreso tra le foci dei torrenti Inganno e Rosmarino. Attualmente risulta aperto al pubblico il molo foraneo banchinato per circa 350 m. Sullo stesso ormeggiano oggi i natanti dei pescatori del luogo.
Lo specchio acqueo del porto, ridossato dai venti del IV quadrante, è notevolmente esposto a quelli del I quadrante. La diga foranea, radicata alla banchina di riva, ha uno sviluppo complessivo di circa 1100 m suddivisa in tre tronchi:
- il primo esteso in direzione nord per una lunghezza di 435,30 m;
- il secondo, con uno sviluppo di 270,00 m, caratterizzato da un angolo di 28° rispetto al precedente allineamento;
- il terzo, infine, composto da un ulteriore tratto di 370,00 m a formare un angolo di 30° rispetto all'allineamento precedente.

La diga di sottoflutto ha uno sviluppo complessivo di 610 m, radicata al lato ovest della banchina di riva con un'estensione di 600 m.
All'interno del porto, è prevista la realizzazione di un pontile attestato al molo foraneo dello sviluppo di 190 m, l'escavazione dei fondali a quota -8 m s.l.m. e banchine imbasate a quota -8 m. Tali opere contribuiscono all'ottenimento di uno specchio acqueo protetto dell'estensione di circa 235 000 m².

### Aeroporti
La città metropolitana di Messina è la più grande d'Italia sprovvista di aeroporto. Vi sono studi di fattibilità e proposte per realizzarne uno sul territorio tra Sant'Agata di Militello e Capo d'Orlando. Gli aeroporti esistenti più vicini sono l'aeroporto Falcone e Borsellino di Palermo-Punta Raisi e l'aeroporto Vincenzo Bellini di Catania-Fontanarossa.

### Mobilità urbana
La cittadina è dotata di diversi servizi di trasporto pubblico, in particolare autobus urbani ed extraurbani; collegamenti giornalieri con Messina e Palermo sono garantiti da compagnie private di trasporti su gomma.

## Sanità
La cittadina è sede di Presidio ospedaliero che funge da primo accesso sanitario per tutto il bacino dei Nebrodi. 
La struttura ospedaliera rientra all'interno dell'Azienda sanitaria provinciale di Messina.
| Reparti                                              |
| Anatomia Patologica                                  |
| Medicina Generale                                    |
| Lungodegenza                                         |
| Cardiologia                                          |
| Gastroenterologia                                    |
| Otorino (Audiologia)                                 |
| Chirurgia Generale                                   |
| Ortopedia Traumatologia                              |
| Anestesia                                            |
| Patologia Clinica                                    |
| Medicina Trasfusionale                               |
| Talassemia                                           |
| Sala Operatoria                                      |
| Pronto Soccorso + Osservazione Breve Intensiva (OBI) |
| Diagnostica per Immagini                             |
| Farmacia Ospedaliera                                 |

Inoltre nella cittadina sono presenti diversi studi medici specializzati e case di cura per anziani.

## Amministrazione
Di seguito è presentata una tabella relativa alle ultime amministrazioni che si sono succedute alla guida del comune.
| Periodo          | Periodo           | Primo cittadino            | Partito                            | Carica              | Note   |
| ---------------- | ----------------- | -------------------------- | ---------------------------------- | ------------------- | ------ |
| 18 giugno 1985   | 2 giugno 1990     | Alfredo Vicari             | Democrazia Cristiana               | Sindaco             | [ 21 ] |
| 2 giugno 1990    | 30 giugno 1992    | Alfredo Vicari             | Democrazia Cristiana               | Sindaco             | [ 21 ] |
| 30 giugno 1992   | 22 novembre 1993  | Costantino Speciale        | Democrazia Cristiana               | Sindaco             | [ 21 ] |
| 7 dicembre 1993  | 15 dicembre 1997  | Leone Fabio                | Partito Democratico della Sinistra | Sindaco             | [ 21 ] |
| 15 dicembre 1997 | 9 marzo 1998      | Vincenzo Lo Re             | lista civica                       | Sindaco             | [ 21 ] |
| 10 giugno 1998   | 13 dicembre 1999  | Antonino Turrisi           |                                    | Comm. straordinario | [ 21 ] |
| 13 dicembre 1999 | 19 settembre 2003 | Aldo Fresina               | lista civica                       | Sindaco             | [ 21 ] |
| 14 giugno 2004   | 8 giugno 2009     | Bruno Mancuso              | centro-sinistra                    | Sindaco             | [ 21 ] |
| 8 giugno 2009    | 19 marzo 2013     | Bruno Mancuso              | lista civica                       | Sindaco             | [ 21 ] |
| 9 aprile 2013    | 10 giugno 2013    | Maria Antonietta Cerniglia |                                    | Comm. straordinario | [ 21 ] |
| 11 giugno 2013   | 10 giugno 2018    | Carmelo Sottile            | lista civica                       | Sindaco             | [ 21 ] |
| 11 giugno 2018   | in carica         | Bruno Mancuso              | lista civica                       | Sindaco             | [ 21 ] |

### Altre informazioni amministrative
Il comune di Sant'Agata di Militello fa parte delle seguenti organizzazioni sovracomunali: regione agraria n. 4 (Montagna litoranea dei Nebrodi).
Nella cittadina hanno sede tutti i principali corpi delle forze dell'ordine dello Stato, tra i quali:
- Il comando compagnia dei Carabinieri.
- Il commissariato della Polizia di Stato.
- Il distaccamento del Corpo nazionale dei vigili del fuoco.
- La tenenza della Guardia di Finanza.
- La capitaneria di porto della Guardia costiera.

## Sport
La squadra di calcio locale, l'ACD Città di Sant'Agata, è stata promossa in serie D nel giugno 2020; i suoi colori sociali sono il bianco e l'azzurro e il simbolo è il pesce spada. Dalla stagione 2020-21 milita in serie D, quarto campionato nazionale, nel girone I.
In passato l’unica compagine calcistica di Sant’Agata di Militello ad aver conseguito la promozione in Serie D, allora denominata Campionato Interregionale, è stata l’ A.C.R. S. Agata, che nella stagione 1990/1991, vincendo il campionato di Promozione e il successivo spareggio, ottenne l’accesso nel Campionato Interregionale, nel Girone L.
Dopo essere retrocessa in eccellenza ha cambiato la denominazione in Messina 1947 trasferendo di fatto la squadra a Messina.
La Squadra di terza categoria é l'Academy Sant'agata.

### Gemellaggi e rivalità
A livello regionale l unico gemellaggio è quello con l’Aci Catena.
Le maggiori rivalità sono quelle con Paterno’ e Orlandina. Dissapori anche con il Ragusa.

### Impianti
La città è dotata di numerosi centri sportivi polifunzionali tra i quali:
- Lo stadio "Biagio Fresina", riammodernato nel 2019 con la posa dell'erba sintetica di ultima generazione, conta 1 500 posti a sedere dislocati tra la tribuna centrale, la gradinata e il settore ospiti; è la sede delle partite casalinghe della locale squadra di calcio.
- Il campo sportivo "Daniele Romano", secondo impianto calcistico della città dotato inoltre di campi da tennis.
- Il "Palauxilium" storico palazzetto dello sport, inaugurato alla fine degli anni 1980, ha ospitato le gare interne del Sant'Agata Basket quando militò nelle serie C2/C1 della Lega Nazionale Pallacanestro tra gli anni 1990 e i primi anni 2000 ed è sito all'interno dell'istituto Zito.
- Dal 2019 è presente il nuovissimo palazzetto dello sport "PalaMangano" di proprietà privata. Quest'ultimo è uno dei centri polisportivi più grandi della Sicilia con campo da gioco coperto, piscina semi olimpionica e centro fitness.